# Septième bataille de l'Isonzo
Première Guerre mondiale
Batailles
- Première bataille
- Deuxième bataille
- Troisième bataille
- Quatrième bataille
- Cinquième bataille
- Sixième bataille
- Septième bataille
- Huitième bataille
- Neuvième bataille
- Dixième bataille
- Onzième bataille
- Douzième bataille

La septième bataille de l'Isonzo est une opération militaire de la Première Guerre mondiale, qui eut lieu du 14 au 18 septembre 1916, entre l'armée italienne et l'armée austro-hongroise.

## Préambule
Un mois après le succès de la sixième bataille de l'Isonzo et la prise de Gorizia, le commandement italien décide de lancer une attaque afin d’étendre sa tête de pont en direction du sud-est, en particulier vers Miren-Kostanjevica, située sur le Haut plateau Karsique, en direction de Trieste.

## La bataille
Le 14 septembre 1916 à 9 heures du matin, la 3e armée italienne lance une attaque sur un front de 10 km au Sud et au Sud-Est de Gorizia. 

Après 3 jours d’offensive sont emportées quelques tranchées et la place forte de Merna-Castagnevizza.

## Bilan

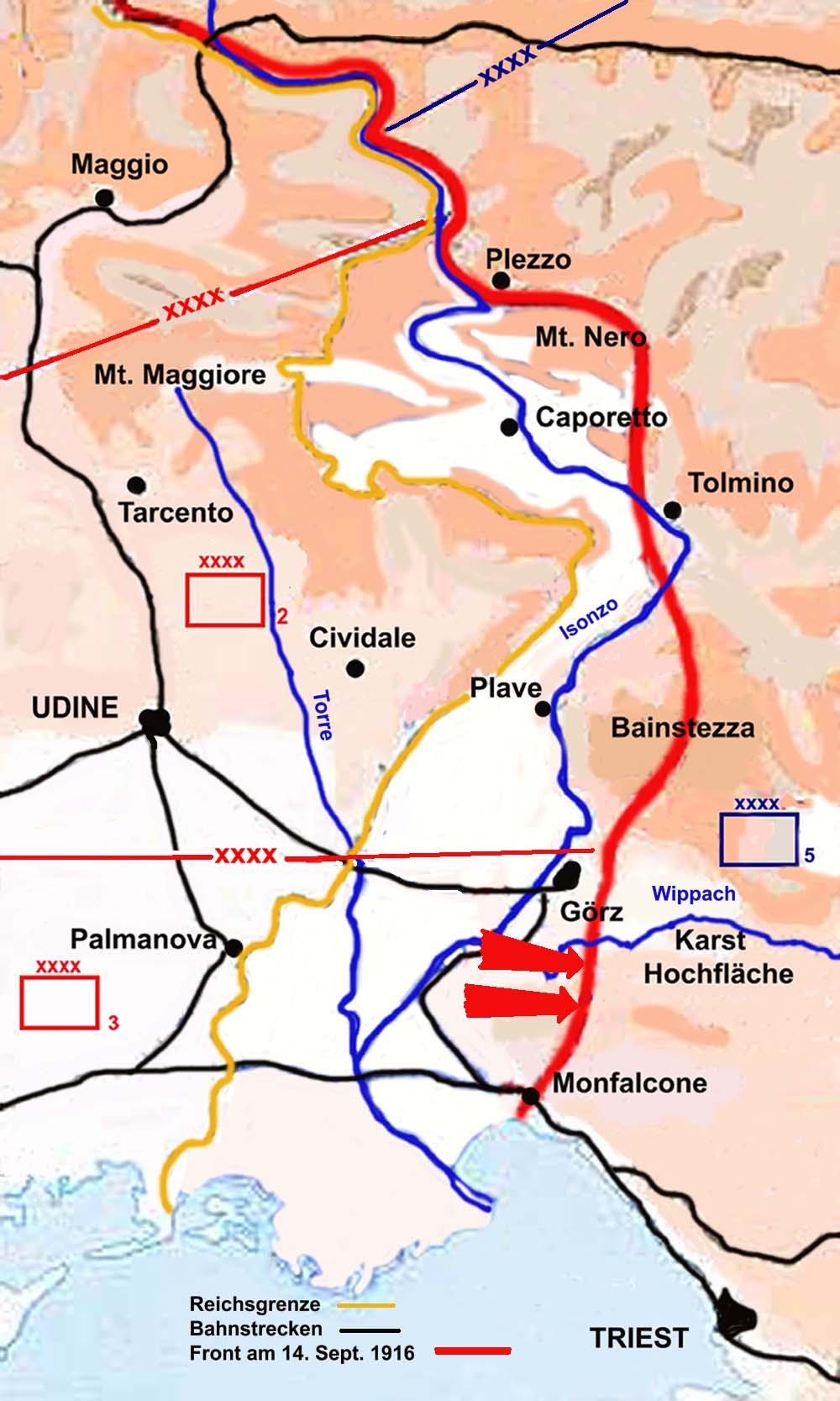
Les gains de terrain de la bataille.

Les Italiens gagnent du terrain, mais le mauvais temps et la résistance acharnée des Austro-Hongrois les empêchent de progresser de façon significative.

Moins d’un mois après, le 10 octobre 1916, a lieu la huitième bataille de l'Isonzo.